# Unió de la Llibertat–Unió Democràtica
Unió de la Llibertat–Unió Democràtica (txec Unie Svobody–Demokratická Unie, US-DU) és un partit polític de la República Txeca, pro-europeu i partidari del lliure mercat. El 2008 notenia cap escó a la Cambra de Diputats de la República Txeca i només un senador.
El partit va ser fundat el 1998 com una escissió del Partit Democràtic Cívic. De 2002 fins al 2006, va formar part del govern de coalició amb la Unió Democristiana-Partit Popular Txecoslovac i el Partit Socialdemòcrata Txec. Com a part del govern, el partit va començar a perdre suport popular i militants. Va patir una dolorosa derrota als consells regionals de 2004 i a les eleccions europees de 2004. A les eleccions legislatives txeques de 2006 va perdre tots els seus escons a la Cambra de Diputats, cosa que provocà la dimissió del seu líder Pavel Němec. L'actual líder, Jan Černý, va ser escollit el 3 de juny de 2007.

## Resultats electorals
- eleccions legislatives txeques de 1998: 8,6% - 19 escons
- 1998 Senat: 1 escó
- 2000 Senat: 8 escó
- eleccions legislatives txeques de 2002: 9 escons (en coalició amb la KDU–ČSL, 14,3%)
- 2002 Senat: 1 escó
- 2004 Senat: 1 escó
- Eleccions europees de 2004 cap escó (com a part de la Unió de Demòcrates Liberals, 1,7%)
- eleccions legislatives txeques de 2006: 0,3% - cap escó
- 2006 Senat: cap escó
- 2008 Senat: cap escó